# Meadow Lane
Meadow Lane es un estadio de fútbol ubicado en Nottingham (Inglaterra). Es la casa del Notts County Football Club, que ha jugado allí desde su apertura en 1910. El estadio también fue el campo del Notts County Ladies F. C. desde 2014 hasta 2017.
Actualmente cuenta con capacidad de 20 189 espectadores. El récord de asistencia es de 47 310, que vieron al Notts perder 1 a 0 ante el York City en la sexta ronda de la FA Cup el 12 de marzo de 1955.
Meadow Lane se encuentra a solo 270 metros del City Ground, el estadio del Nottingham Forest Football Club. Separados por el río Trent, los dos terrenos son los más cercanos de Inglaterra y los segundos más cercanos del Reino Unido después de Dundee Football Club y Dundee United. El Trent End of the City Ground es visible desde partes del stand de Jimmy Sirrel y el Spion Kop.
El estadio también alberga el fútbol masculino y femenino en la Serie Varsity, una serie deportiva disputada por la Universidad Nottingham Trent y la Universidad de Nottingham.

## Historia
Antes de 1910, el condado de Notts jugaba sus partidos en casa al otro lado del río Trent en Trent Bridge como inquilino del Nottinghamshire County Cricket Club. El cricket tenía prioridad en el campo y el club de fútbol a menudo se veía obligado a jugar partidos de principios y finales de temporada en otros lugares para evitar un enfrentamiento.
La Football League finalmente consideró que esta práctica era inapropiada y exigió que Notts buscara términos más favorables para el uso de Trent Bridge o se mudara a un nuevo terreno en el que pudieran cumplir con todos sus partidos. Sin embargo, los administradores del club de cricket decidieron no renovar el contrato de arrendamiento del condado en 1908, dándoles dos años para encontrar un estadio alternativo.
En 1910, el ayuntamiento arrendó un terreno cerca del mercado de ganado en el lado opuesto del río Trent y se erigió apresuradamente un nuevo estadio. Parte del nuevo estadio era una grada temporal de Trent Bridge que flotaba literalmente sobre el río.
El 3 de septiembre de 1910, el condado se mudó a Meadow Lane, el primer juego fue un empate 1-1 con los viejos rivales Nottingham Forest, jugado frente a 27,000 fanáticos que pagaron recibos de £ 775.
En 1920, el propietario, Nottingham Corporation, que arrendó el terreno al club, estuvo muy cerca de sacar el club de sus instalaciones para dar paso a un matadero.
El estadio se mantuvo prácticamente igual hasta 1923, cuando el Sneinton Side fue reemplazado por una nueva tribuna, llamada County Road Stand por la carretera recién construida detrás de ella.
Meadow Lane fue bombardeado durante la Segunda Guerra Mundial, lo que obligó al club a suspender todos los partidos durante la temporada de 1942. El lado norte de la tribuna principal resultó gravemente dañado y el campo quedó en una condición injugable.